# Zakłady Sprzętu Mechanicznego w Ostrowie Wielkopolskim
Zakłady Sprzętu Mechanicznego w Ostrowie Wielkopolskim – polski producent samochodowych chłodnic i grzejników z siedzibą w Ostrowie Wielkopolskim.

## Historia
W latach 50 XX w powstały Ostrowskie Zakłady Metalowe.
W latach 60 do OZM wcielono upaństwowioną fabrykę rowerów Herold (przedwojenna Hurtownia Pneumatyków produkująca rowery pod markami m.in. Herold i Otello).
W 1965 r. Ostrowskie Zakłady Metalowe zmieniły nazwę na Zakłady Sprzętu Mechanicznego.
W 1972 r. ZSM weszły w skład Zrzeszenia Przemysłu Ciągnikowego Ursus.
W 1996 r. zostały przejęte przez amerykański koncern Delphi.
W lipcu 2015 roku Delphi Thermal Systems w Ostrowie Wielkopolskim zostaje nabyte przez niemiecki koncern Mahle
Odtąd zakład funkcjonuje jako Mahle Behr Ostrów Wielkopolski Spółka z o.o.

## Produkty
Zakładów Sprzętu Mechanicznego były największym w Polsce wytwórcą chłodnic i nagrzewnic samochodowych. Po przejęciu przez Delphi zakład produkował wymienniki ciepła, moduły grzewczo-klimatyzacyjne (HVAC) oraz moduły chłodzące silnik (CRFM). Po przejęciu w 2015 roku przez Mahle nadal produkuje komponenty chłodzenia do samochodów spalinowych, hybrydowych i elektrycznych.